# Alexandra Araujo
Alexandra Araujo (nacida en Río de Janeiro, 7 de julio de 1972) es una jugadora italiana de waterpolo.
Pertenece al equipo que ganó la medalla de oro en los juegos olímpicos de Atenas 2004.

## Clubs
- Roma ( Italia)